# Selenia centrilineata
Selenia centrilineata là một loài bướm đêm trong họ Geometridae.